# Juhani Boström
Juhani Boström (* 12. Juli 1949 in Helsinki) ist ein ehemaliger finnischer Eishockeyspieler, der den Großteil seiner Karriere beim Helsingfors IFK verbrachte und mit dem Verein dreimal Finnischer Meister wurde. In Deutschland spielte er ein Jahr lang für den ECD Iserlohn.

## Karriere
Zwölf Jahre lang spielte Juhani Boström für Helsingfors IFK (HIFK) in der höchsten finnischen Spielklasse, zunächst in der SM-sarja, ab ihrer Gründung 1975 in der SM-liiga. In den Jahren 1969, 1970 und 1974 feierte er mit der Mannschaft jeweils die Finnische Meisterschaft. Hinzu kamen die Vizemeisterschaften in den Jahren 1973 und 1975 sowie zwei dritte Plätze 1971 und 1972. Für seine Treue zum HIFK wurde er 2004 als 29. Spieler überhaupt mit dem Kultasormukset, dem Goldring des Vereins, ausgezeichnet.
Unglücklich gingen seine beiden Abstecher ins Ausland aus: Zur Saison 1979/80 wechselte er zum ECD Iserlohn in die Bundesliga, mit dem er am Ende der Spielzeit ebenso abstieg wie in der Saison 1981/82 mit dem Villars HC aus der Nationalliga B.
Boström bestritt 19 Länderspiele für die finnische Nationalmannschaft, unter anderem beim Spengler Cup 1974. Im Nationaltrikot erzielte der Stürmer jeweils ein Tor und einen Assist.

## Erfolge und Auszeichnungen
- 1969 Finnischer Meister mit dem Helsingfors IFK
- 1970 Finnischer Meister mit dem Helsingfors IFK
- 1974 Finnischer Meister mit dem Helsingfors IFK

## Karrierestatistik
(Legende zur Spielerstatistik: Sp oder GP = absolvierte Spiele; T oder G = erzielte Tore; V oder A = erzielte Assists; Pkt oder Pts = erzielte Scorerpunkte; SM oder PIM = erhaltene Strafminuten; +/− = Plus/Minus-Bilanz; PP = erzielte Überzahltore; SH = erzielte Unterzahltore; GW = erzielte Siegtore; 1 Play-downs/Relegation; Kursiv: Statistik nicht vollständig)